# Palacio del Marqués de Grimaldi
El palacio del Marqués de Grimaldi, también llamado palacio de Godoy, es una residencia señorial situada en Madrid (España). Se ubica en la céntrica calle de Bailén, casi enfrente del Palacio Real y al lado del Senado. Fue proyectado por Francisco Sabatini y realizado durante los años 1776 y 1782. Ocupado durante unos años por Manuel Godoy, en la actualidad el palacio es la sede del Centro de Estudios Políticos y Constitucionales, dependiente del Ministerio de la Presidencia del Gobierno de España.

## Historia

### El Palacio de los Secretarios de Estado
El edificio fue proyectado por Francisco Sabatini por orden de Carlos III, que deseaba edificar en los aledaños del Palacio Real una residencia digna para su secretario de estado, el marqués de Grimaldi. El nuevo palacio se construyó entre 1776 y 1782 en el espacio situado entre el Colegio de Doña María de Aragón (actual Senado) y la proyectada Calle Nueva (actual calle Bailén). Sabatini usó piedra y ladrillo, conjugando dichos materiales al estilo de otros monumentos que había proyectado en la capital, como la Real Casa de la Aduana. A pesar de dar el nombre popular al edificio, el marqués de Grimaldi no fue el primero en habitar el Palacio de los Secretarios de Estado, sino su sucesor el conde de Floridablanca en 1782.

### El Palacio de Godoy

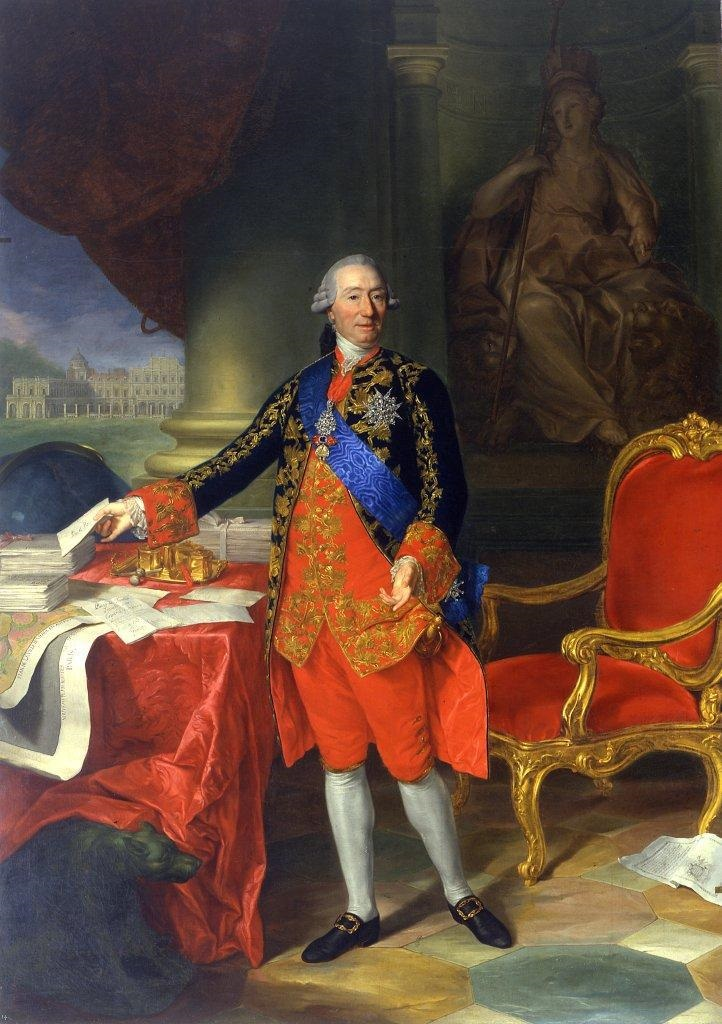
El palacio fue mandado construir por Carlos III en las cercanías del Palacio Real para su secretario de estado, Jerónimo Grimaldi, aunque este no llegó a ocuparlo.

En 1792, tras la caída en desgracia de Floridablanca, Carlos IV decidió ofrecer el palacio a su favorito, el político Manuel Godoy. Tal ofrecimiento se hizo a cambio de la permuta de unas casas situadas cerca de la iglesia de San Marcos.
Godoy mandó reformar el palacio en dos ocasiones: la primera, de 1800 a 1801, cuando se adquirieron nuevas propiedades aledañas para ampliar las caballerizas y los edificios del servicio y la segunda, de 1804 a 1805 cuando el palacio fue suntuosamente redecorado.
Mientras fue su principal residencia, el palacio albergó una fabulosa colección de cuadros, que incluía dos obras maestras procedentes de la Casa de Alba: La Venus del espejo de Diego Velázquez y La educación de Cupido de Correggio; así como emblemáticas pinturas de Goya como La maja desnuda y La maja vestida. Francisco de Goya también pintó por encargo de Godoy cuatro pinturas alegóricas de formato circular, una de estas se perdió, pero las restantes tres, alegorías de La Pesca, La Agricultura y La Industria, se conservan en el Museo del Prado.
Durante quince años Godoy vivió en el palacio, durante los cuales fue acumulando distintos cargos gubernamentales, como secretario de Estado o del Despacho (1792), Generalísimo (1801) y Gran Almirante (1807). A raíz de ese último título diversas oficinas del Almirantazgo se instalaron en algunos aposentos del palacio.
En 1807, Godoy, deseoso de habitar una residencia más suntuosa, solicitó al ayuntamiento la adquisición de la antigua residencia de la duquesa de Alba, el palacio de Buenavista, en la actual plaza de Cibeles. Vendió su antiguo palacio al Almirantazgo (pero reservándose sus aposentos privados) y, mientras se remodelaba Buenavista, se trasladó temporalmente a una casa de la calle Barquillo, actual Palacio del Duque de Sueca y Alcudia (no confundir con el otro palacio del barrio de La Latina).

### El Palacio de Murat
Tras la caída en desgracia de Godoy a causa del Motín de Aranjuez en 1808, sus propiedades a punto estuvieron de ser saqueadas por la turba, por lo que se tuvo que decretar su confiscación y se procedió a realizar un inventario. Menos de una semana después, el 23 de marzo, llegó la noticia de la inminente entrada del mariscal Murat a Madrid. El ayuntamiento ofreció como alojamiento el palacio del Buen Retiro, pero el general francés prefirió alojarse en la antigua residencia de Godoy, más suntuosa y nueva. Allí permaneció durante el Dos de Mayo, cuyos disturbios empezaron a pocos metros del palacio.
Tras la partida de Murat en julio de 1808, el palacio de Godoy alojó al general Savary y al general Jourdan (1809). Durante ese periodo el palacio sufrió numerosos robos de cuadros, objetos de arte, vajillas y tapices. Entre los cuadros substraídos cabe destacar La educación de Cupido de Corregio, que Murat se llevó a Nápoles. Años más tarde su viuda lo vendió al marqués de Londonderry y actualmente está en la National Gallery de Londres.

### Real Biblioteca y Casa de los Ministerios

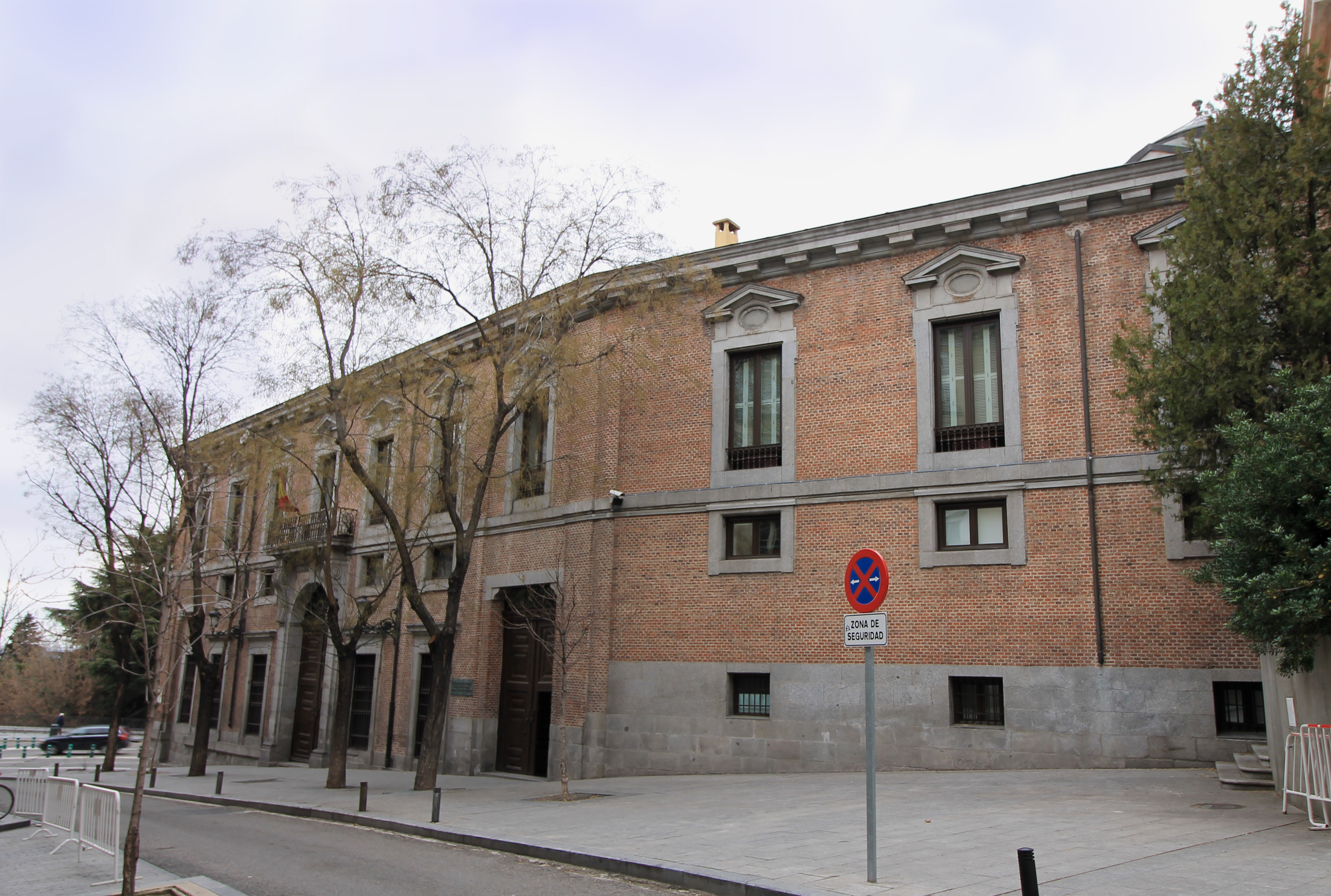
Fachada sureste del palacio.

El edificio permaneció desocupado en varias ocasiones entre 1809 y 1814, cosa que favoreció los robos y los hurtos de aquello que no se habían llevado los franceses. Los intentos de Godoy y su familia de recuperar lo que quedaba de sus propiedades resultaron infructuosos. En 1814 se instalaron en el palacio diversas oficinas y comisiones de las Cortes, que tenían su sede en el vecino Colegio de Doña María de Aragón (actual Senado). Tal ocupación fue efímera, dada la reimplantación del absolutismo por Fernando VII.
En 1819 el palacio se convirtió en la sede de la Real Biblioteca, siendo inaugurada el 14 de octubre, cumpleaños del rey. Allí permaneció hasta 1825 cuando, ante la falta de espacio, se trasladaron libros, monedas y antigüedades al palacio Alcañices (frente a La Encarnación).
Un año después, pasaron a ocupar el antiguo palacio de Godoy las distintas secretarías de Estado (ministerios) que hasta entonces se situaban en la planta baja del Palacio Real, tal traslado se debía tanto al aumento de miembros de la Familia Real como al de la burocracia ministerial. La secretarias que se instalaron fueron las de Gracia y Justicia, Hacienda, Guerra y Marina, razón por la cual se llegó a conocer al palacio como "Casa de los Ministerios". En 1846, el palacio sufrió un incendio, que también afectó a las vecinas Caballerizas Reales situadas al otro lado de la calle Bailén. Tal suceso motivó el traslado de los ministerios.

### El Palacio del Almirantazgo o de la Marina
Desde 1846, el único inquilino del palacio fue el Ministerio de Marina, junto con el Museo Naval a partir de 1853. El ministro tenía su despacho en el antiguo gabinete de Godoy y los altos cargo se dispusieron en el resto de aposentos privados del favorito, todos ellos cara a la calle Bailén. La biblioteca del ministerio se situó en los antiguos aposentos de recepción, a tocar del palacio del Senado.
En dos ocasiones, dada su cercanía al Palacio Real, el ministerio sirvió de vestidor a dos futuras reinas el día de su boda, tal fue el caso de María Cristina de Habsburgo el 29 de noviembre de 1879 y de Victoria Eugenia de Battenberg el 31 de mayo de 1906.

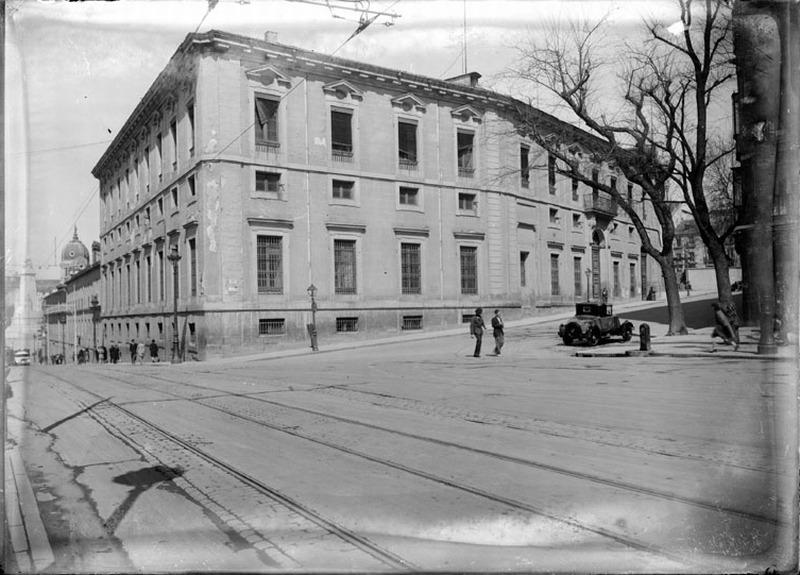
El palacio del Almirantazgo o de la Marina hacia 1930, antes de su derribo parcial.

### El palacio abandonado
Desde que se iniciaron las obras de la Plaza España en 1909, con el derribo del Cuartel de San Gil, se empezó a plantear el ensanche de la calle Bailén, con el consiguiente derribo de parte del palacio del Almirantazgo. Sin embargo, las desavenencias entre el Almirantazgo y el Ayuntamiento de Madrid no se solventaron hasta 1925, cuando se empezó la construcción del nuevo Ministerio de la Marina en el Paseo del Prado, concluido en 1928. A partir de esta última fecha, con el traslado de las oficinas (e incluso parte de la decoración) al nuevo edificio, el palacio del Almirantazgo permaneció en un estado de semi-abandono.
En la primavera de 1931, se procedió finalmente al derribo de un tercio del palacio, que incluía las estancias privadas de Manuel Godoy. No obstante, no se pudo solucionar la ampliación de la calle, debido a la presencia de escombros del propio palacio y de las vecinas Caballerizas Reales, que también estaban siendo derribadas.

### El palacio como museo
Durante la Segunda República, se planteó establecer el Museo de Arte Popular y el Museo de Coches (los carruajes reales provenientes de las derribadas Caballerizas Reales) en los aledaños del Palacio Real. A tal efecto, en 1934 el arquitecto Luis Moya Blanco ideó una nueva ala, anexa al palacio del Almirantazgo, que se extendía hasta casi la calle del Río y con una nueva y monumental fachada principal cara a la calle Bailén. Nada de ello se llevó a cabo.
Finalmente, de 1941 a 1943 fue reformado por el arquitecto Luis García de la Rasilla para albergar el Museo del Pueblo Español, fue entonces cuando se erigió la actual fachada hacia la calle Bailén. El museo, no obstante, solo estuvo abierto brevemente de 1971 hasta 1973, cuando las obras en el vecino Consejo Nacional del Movimiento (actual Senado) obligaron a su traslado. Desde 1975, el palacio ha albergado el Centro de Estudios Políticos y Constitucionales.
Durante unas obras en 2019 aparecieron restos enterrados de los sótanos de la parte demolida del palacio, en magnífico estado de conservación.

## Arquitectura

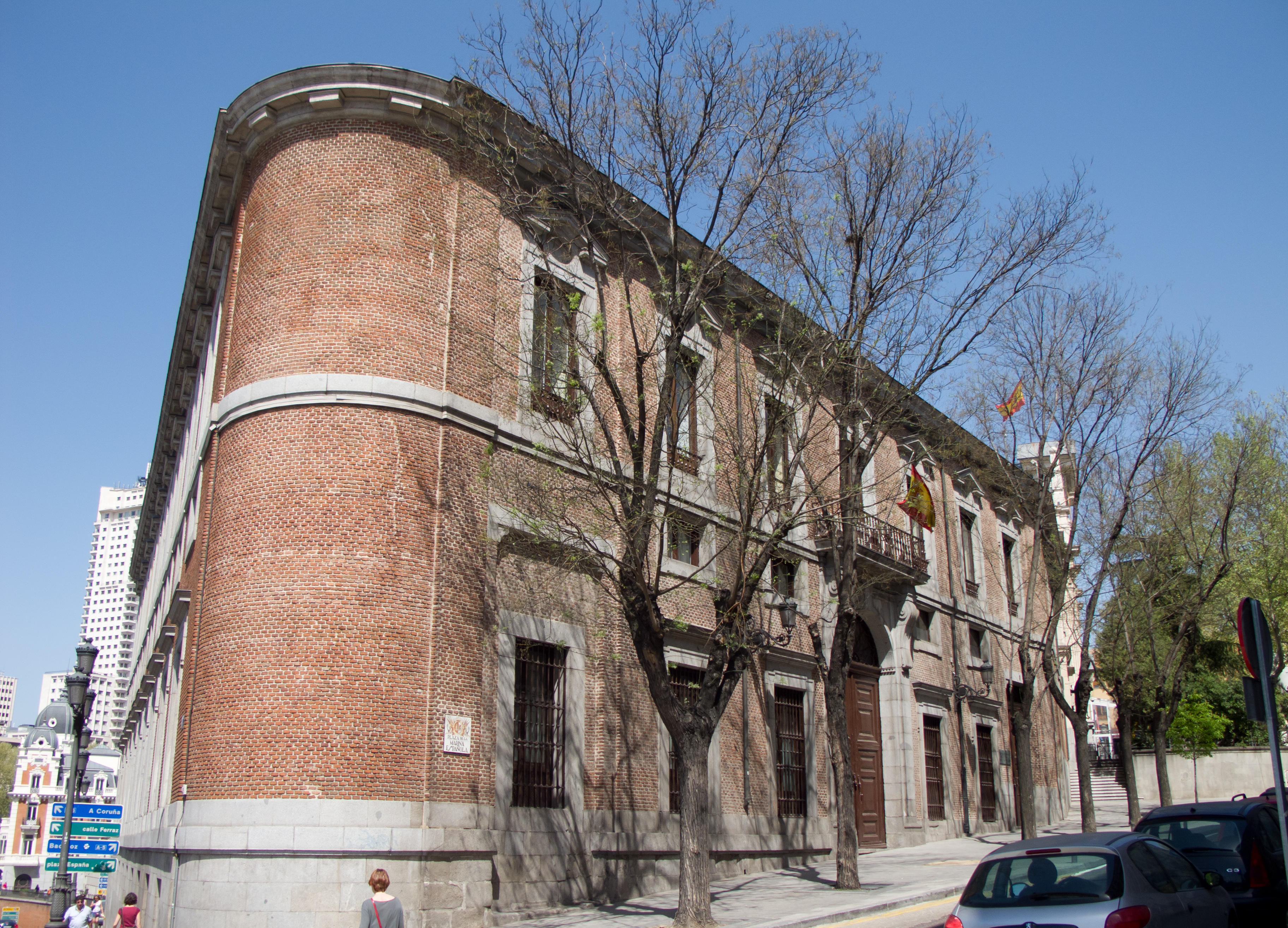
Fachada sureste vista desde la calle de Bailén.

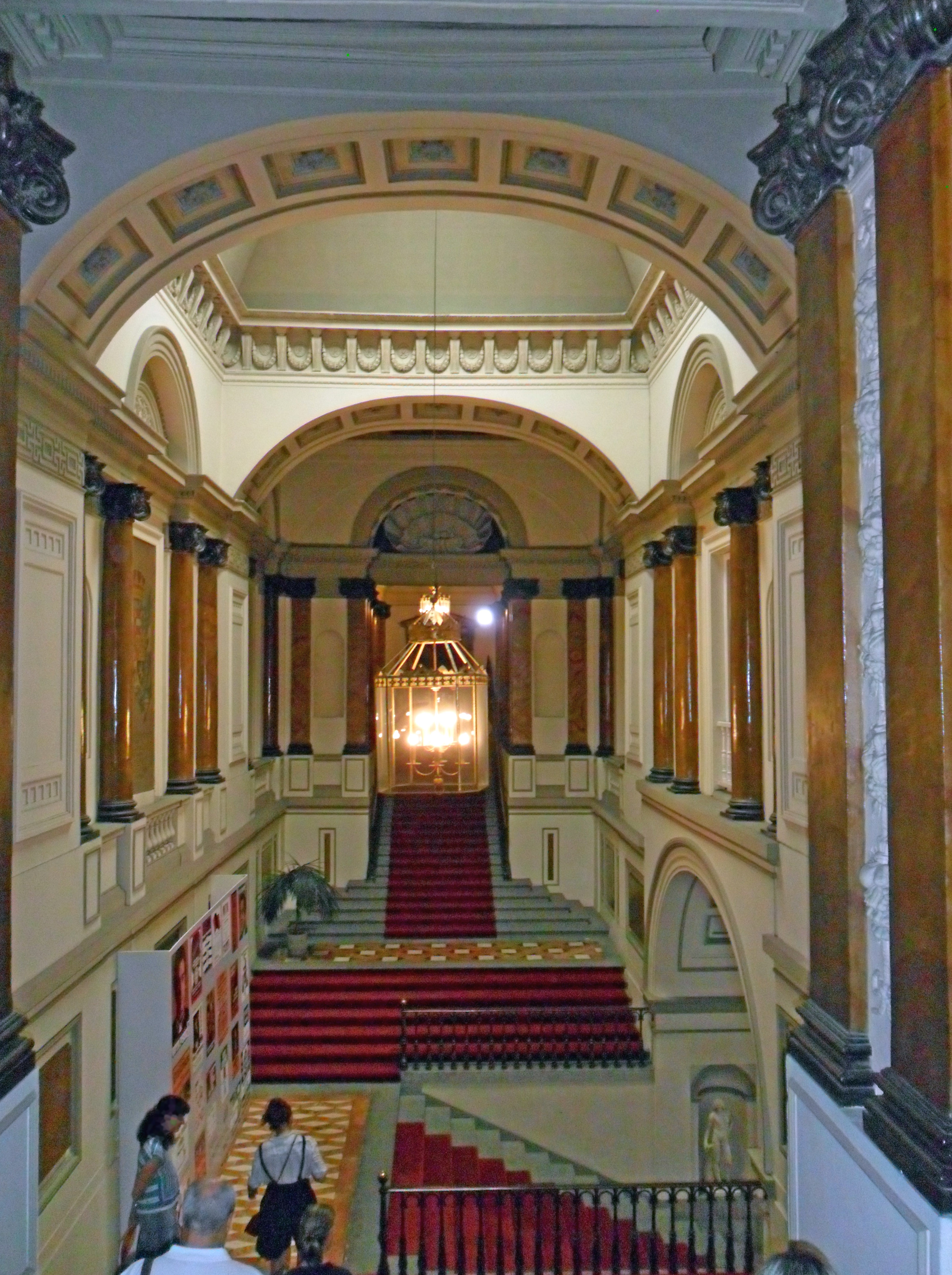
Escalera diseñada por Dugourc (c. 1800).

Sabatini creó en este palacio una tipología singular, sin apartarse de los criterios clásico-barrocos que caracterizan su obra en España. La fachada principal mantiene el esquema de portada en arco de medio punto, balcón en saledizo, dándole cierta unidad, ya que el eje medio sirve de elemento regularizador de los tres huecos, que se abren en ambos lados y que mantienen un ritmo de luz y de apertura diferente. En las fachadas laterales, Sabatini utiliza el mismo lenguaje escueto y simplificado, pero otorga diferente ritmo a las aberturas. Unifica la construcción por medio de la imposta continua y una volada cornisa adornada con grandes mútulos. Los vanos del cuerpo bajo y principal están adornados con guardapolvos.
El ingreso a la escalera principal está enriquecido con ocho columnas de granito, de orden dórico, que sientan en la primera meseta. Esta escalera ha sido definida como una obra de gran teatralidad barroca y su diseño se atribuye al decorador francés Jean-Démosthène Dugourc. Arranca del suntuoso vestíbulo, y presenta la singularidad de la situación de los escalones laterales frente al muro contenedor. De la primera meseta de la escalera parte hacia la izquierda un ramal de pocas gradas, en granito, combinándose con las mesetas de mármol. A la izquierda y derecha, parten desde ese punto dos ramales que terminan en el piso principal, iluminados por medio de linternas y decorados con columnas y pilastras, de orden jónico.
El volumen actual del edificio no es el original, ya que a raíz de la construcción de la calle Bailén hacia 1931, una parte del bloque fue demolida. En ese sector se ubicaba el despacho de Godoy.

## Despacho de Godoy
El suntuoso despacho que ocupaba Godoy fue diseñado igualmente por el mencionado Dugourc. Sobresalen sus paredes empaneladas con maderas lujosas, al modo de las boiseries francesas. Ante la demolición parcial del palacio, toda la decoración de esta sala se desmanteló y se reconstruyó en la sede del Ministerio de Marina, enclavada en el Paseo del Prado.